# Johnston, Iowa
Johnston este un oraș din comitatul Polk, statul Iowa din Statele Unite ale Americii.
1. ↑   http://www.cityofjohnston.com/775/Get-to-Know-Mayor-and-City-Council, accesat în 21 februarie 2024 Lipsește sau este vid: |title= (ajutor)
2. ↑  2010 U.S. Gazetteer Files, accesat în 9 iulie 2020